# Kéry Gyula (főispán)
Id. Kéry Gyula (Kassa, 1842. május 4. – Gyula, 1919. január 4.) köztisztviselő, tiszteletbeli rendőr alkapitány, Békés vármegye főispánja, publicista.

## Élete
Előkelő felvidéki nemesi család sarja, édesapja ismeretlen, édesanyja Kéry Erzsébet. A bécsi Theresianumba került, majd jogi tanulmányokat folytatott, bírói és politikai államvizsgát tett. Beszélt magyarul, németül és szlovákul is, sőt, alapfokon latinul is tudott.
Hivatali pályáját az eperjesi királyi főtörvényszéknél kezdte, mint fogalmazó, emellett Kassa városának törvényszékénél bejegyzett ügyvédsegéd is volt. 1865-től Abaúj vármegye tiszteletbeli aljegyzője volt, majd innen Lónyay Menyhért a pénzügyminisztériumhoz nevezte ki tiszteletbeli segédfogalmazónak. 1868-ban ismét áthelyezték, ekkor a budapesti adóbizottsághoz került fogalmazónak, nem sokkal később pedig a budai pénzügyigazgatósághoz nevezték ki II. osztályú fogalmazóvá, majd 1870-ben első osztályú pénzügyi fogalmazóvá lépett elő. Még abban az évben újabb megbizatást kapott, a Magyar Királyi Állami Számvevőszék I. osztályú elnöki fogalmazója lett. 1873-as lemondását követően a belügyminisztériumhoz nevezték ki, ekkor az 1873-as bécsi világkiállításon vett részt, ahol az ottani rendőri és közigazgatási ügyeket tanulmányozta. 1874-ben átkerült a Fővárosi Rendőr-főkapitánysághoz, ahol áttekintette a rendőrség ügykezelését és részt vett az állami rendőrség és csendőrség szervezésére vonatkozó törvény-előkészítő munkákban. 1877-ben tiszteletbeli rendőr alkapitánnyá tették meg. 
1883 és 1888 között az al-dunai telepítési kormánybiztossághoz beosztott titkár volt, mely idő alatt részt vett a Pancsovai Gromon Dezső Magyarnyelv Terjesztő Egyesület megalakításában, melynek aztán elnökévé is megválasztották. Elnöki pozíciójából lemondva Orczy Béla belügyminiszter főispáni titkárrá nevezte ki Kéryt, majd Udvarhely vármegyébe rendelte hivatali szolgálattételre Török Albert főispán mellé. 1892-ben hasonló pozícióban Békésbe helyezték át Reiszig Ede főispán mellé. Itt tagja lett a vármegyei törvényhatósági bizottságnak, de 1898-ban Darányi Ignác földművelésügyi miniszter ismét fővárosi hivatalba, minisztériumi segédtitkárrá nevezte ki. Kinevezésével együtt az uralkodótól miniszteri titkári címet kapott. Munkája során Poroszországban a telepítési- és agrárviszonyokat, Bajorországban a munkaközvetítést tanulmányozta, hazatérve pedig a telepítési- és agrártörvény előkészítésében vállalt tevékeny részt. 1904-ben saját kérésére nyugdíjazták, majd a közügyektől visszavonulva publicisztikával kezdett foglalkozni, írásai nagyrészt Az Ujságban jelentek meg, de egyes munkáit a Pester Lloyd és a Kelet Népe is közreadta.
1911-ben Kéryt a belügyminisztérium lehetséges főispánjelöltként ajánlotta a király figyelmébe, mely után a kinevezés nem is váratott sokat magára. Kéry több éves visszavonultsága ellenére elvállalta a pozíciót. 1915 végéig töltötte be állását, felmentésekor a Lipót-rend lovagkeresztjével tüntették ki. Hivatalból való távozása után ismét visszavonult, végrendelete értelmében vagyonát fele-fele arányban fiára, az ifjabb Gyulára és barátjára, dr. Kóhn Mór gyulai ügyvédre hagyta. Az idősebb Kéry 1919. január 4-én ismeretlen okokból fejbe lőtte magát.

### Családja
Feleségül vette Blum Saroltát, három gyermekük ismeretes:
- Gyula János Károly (1869–1919) hírlapíró, dalköltő, irodalomtörténész
- Géza (1871–?)
- Margit Rozina Hermina (1872–?)